# Idaea efflorata
Idaea efflorata là một loài bướm đêm trong họ Geometridae.